# Сусанино (платформа)
Сусанино — остановочный пункт Октябрьской железной дороги в Гатчинском районе Ленинградской области на линии Санкт-Петербург — Оредеж, на двухпутном перегоне между станциями Семрино и Вырица.
Платформа расположена в посёлке Сусанино.
Электрифицирована в 1962 году в составе участка Павловск — Вырица — Посёлок постоянным током, — 3 кВ.
В конце 1990-х — начале 2000-х годов платформа была реконструирована.
В 2022 году здание вокзала станции Сусанино было включено в список выявленных объектов культурного наследия России.

## Путевое развитие
Остановочный пункт располагает двумя путями, между главными путями находится пассажирская платформа.